# Hit the Freeway
Hit the Freeway è un singolo discografico della cantante statunitense Toni Braxton, pubblicato nel 2002.

## Il brano
Il brano è stato scritto da Pharrell Williams e Chauncey Hawkins, ovvero il rapper Loon, che partecipa anche nel featuring. Esso è stato prodotto dai The Neptunes ed estratto dal quinto album in studio di Toni Braxton More Than a Woman.

## Tracce
- Maxi CD Singolo

1. Hit the Freeway (Radio Edit) – 3:48
2. Hit the Freeway (Extended Version) – 6:27
3. And I Love You – 4:02
4. Maybe (HQ² Radio Mix) – 3:19
5. Hit the Freeway (Enhanced Video) – 4:47

- CD Singolo

1. Hit the Freeway (Radio Edit) – 3:48
2. Hit the Freeway (Goldtrix Full Vocal Edit) – 7:16
3. Hit the Freeway (Beatzworkin' Remix) – 5:58
4. Hit the Freeway (Enhanced Video) – 4:47

## Video
Il videoclip della canzone è stato diretto da Charles Infante e Dave Meyers e girato a Los Angeles.

## Classifiche
| Classifica (2002-03) | Posizione massima |
| -------------------- | ----------------- |
| Regno Unito          | 29                |
| Stati Uniti          | 86                |